# Коринфянин (типаж)
Коринфя́нин або коринтя́нин (англ. Corinthian) — у Англії XVIII сторіччя — заможна світська людина, яка захоплюється спортом, а саме боксом, фехтуванням, стрільбою, верховою їздою тощо; водночас у поведінці та одязі, як і денді, дотримується найостаннішої моди.
Вважалось, що значна частина «коринфян» є безсоромними розпусниками.
Цей типаж став основою для кошмара Коринтянина, персонажа «Пісочного чоловіка» Ґеймана.